# Lars Elstrup
Lars Elstrup,  est un footballeur danois, né le 24 mars 1963 à Råby (Danemark).

## Biographie
Lars Elstrup joua dans le club danois d'Odense Boldklub ainsi que pour le club anglais de Luton Town FC et l'équipe nationale danoise. Il marqua le but vainqueur dans le match opposant le Danemark à la France à l'Euro 1992 que le Danemark finit par remporter. Plus tard, il se tourna vers la religion et devint membre de la secte des Hare Krishna.

## Carrière
- 1981-1985 : Randers FC  Danemark
- 1985-1986 : Brøndby IF  Danemark
- 1986-1988 : Feyenoord Rotterdam  Pays-Bas
- 1988-1989 : OB Odense  Danemark
- 1989-1991 : Luton Town  Angleterre
- 1991-1993 : OB Odense  Danemark

## Palmarès
- 34 sélections et 13 buts avec l'équipe du Danemark entre 1988 et 1993
- Vainqueur de l'Euro 1992 avec le Danemark